# Ceropegia humbertii
Ceropegia humbertii är en oleanderväxtart som beskrevs av H. Huber. Ceropegia humbertii ingår i släktet Ceropegia och familjen oleanderväxter. Inga underarter finns listade i Catalogue of Life.